# Col verda
La col verda o col arrissada o col kale és una forma conreada de la col (Brassica oleracea) de la forma coneguda com a Brassica oleracea var. sabellica, part del grup "Acephala".

## Característiques
Més que una varietat, la col verda és una forma de conreu de la col en la qual aquesta no forma cabdell o testa, només fulles grosses i verdes com les que envolten les cols normals.
És una verdura molt popular al nord d'Europa, car és molt resistent al fred i a les glaçades.

## Gastronomia

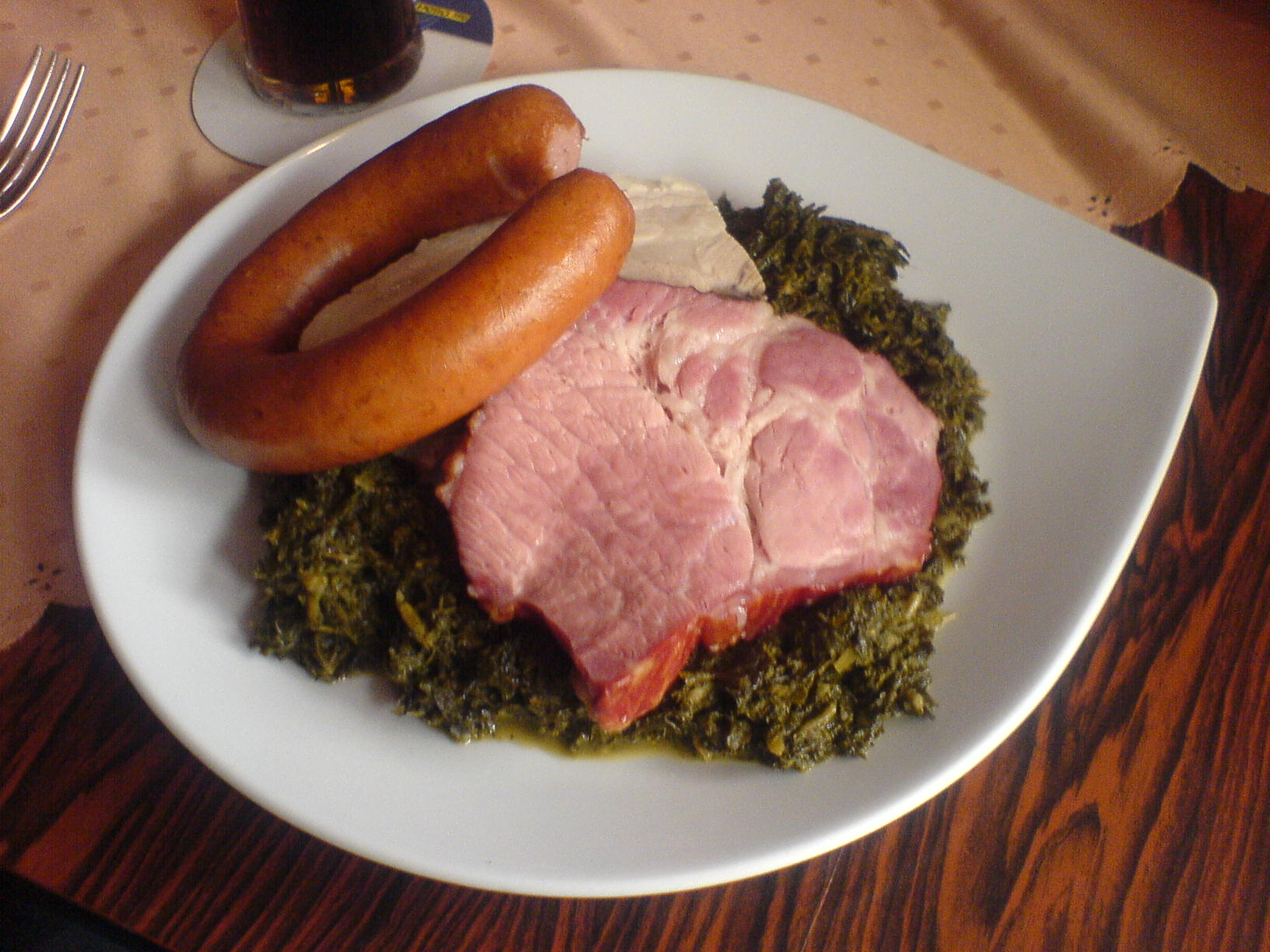
Col verda amb salsitxes i carn; menjar típic de la cuina alemanya

La col verda es considera una de les plantes més nutritives, amb fortes propietats antioxidants i antiinflamatòries.
Les fulles són d'un color verd molt fosc, o bé morades, i molt riques en beta-carotè, vitamina K, vitamina A, vitamina C, luteïna, zeaxantina i calci.
També contenen sulforafan, de propietats anticacerígenes.
Les fulles tenen una consistència forta que perden un cop bullides. Crues són més nutritives i es poden tallar molt primes tot evitant les tiges centrals.